# Wilhelm Zilliacus
Henrik Johan Wilhelm Zilliacus, né le 18 juin 1857 à Helsinki et mort le 10 juillet 1919 dans la même ville, est un médecin, directeur d'hôpital et activiste politique.

## Biographie
En 1907, il devient maître de conférence  en médecine à l'université d'Helsinki et sera un pionnier de la médecine théorique et pratique en Finlande. En 1905, Henrik Zilliacus fait partie des fondateurs l'hôpital d'Eira et en est le directeur jusqu'en 1917.
Henrik Zilliacus est membre du bureau directeur de l'organisation secrète Kagaali qui s'oppose à la russification de la Finlande. 